# Hera (Fabritius)
Hera o Hera se esconde durante la lucha entre los dioses y los gigantes es un cuadro de Carel Fabritius de alrededor de 1643, realizado durante su aprendizaje en el estudio de Rembrandt en Ámsterdam o poco después.

## Presentación
Desde la publicación del catálogo del Museo Pushkin en 2004, la pintura ha sido conocida como Hera o Hera se esconde durante la batalla entre los dioses y los gigantes, pero no se sabe con certeza si esta interpretación es correcta. En 1883, el cuadro con la figura recostada reflejándose en el agua se llamó Narciso, pero debido a que algunos detalles son difíciles de explicar en ese caso, como los pavos reales en la roca, el parasol al lado, el perro corriendo o que la figura mira hacia arriba, posteriormente se hicieron otras propuestas. Debido a que los pavos reales están asociados con Hera (Juno entre los romanos) en la mitología griega, se ha sugerido que es esta diosa. La pintura se referiría entonces a un episodio de su infancia que se menciona en la Ilíada. Durante la Batalla de los Titanes, su madre Rea la envió a la casa de Océano y Tetis para esperar el final de la guerra. Esta explicación también causa problemas, ya que no parece estar cerca del océano, si no a la orilla de un río en el bosque, y no está claro por qué se está peinando antes de asustarse.
Durante una investigación técnica con luz infrarroja, se descubrió una figura amenazante con un sombrero y manos enormes en la esquina superior izquierda de la pintura, que había sido cubierta en algún momento posterior. Aparentemente, esta es la razón por la que ella mira hacia atrás con miedo, pero por lo demás, su papel permanece oscuro.

## Técnica

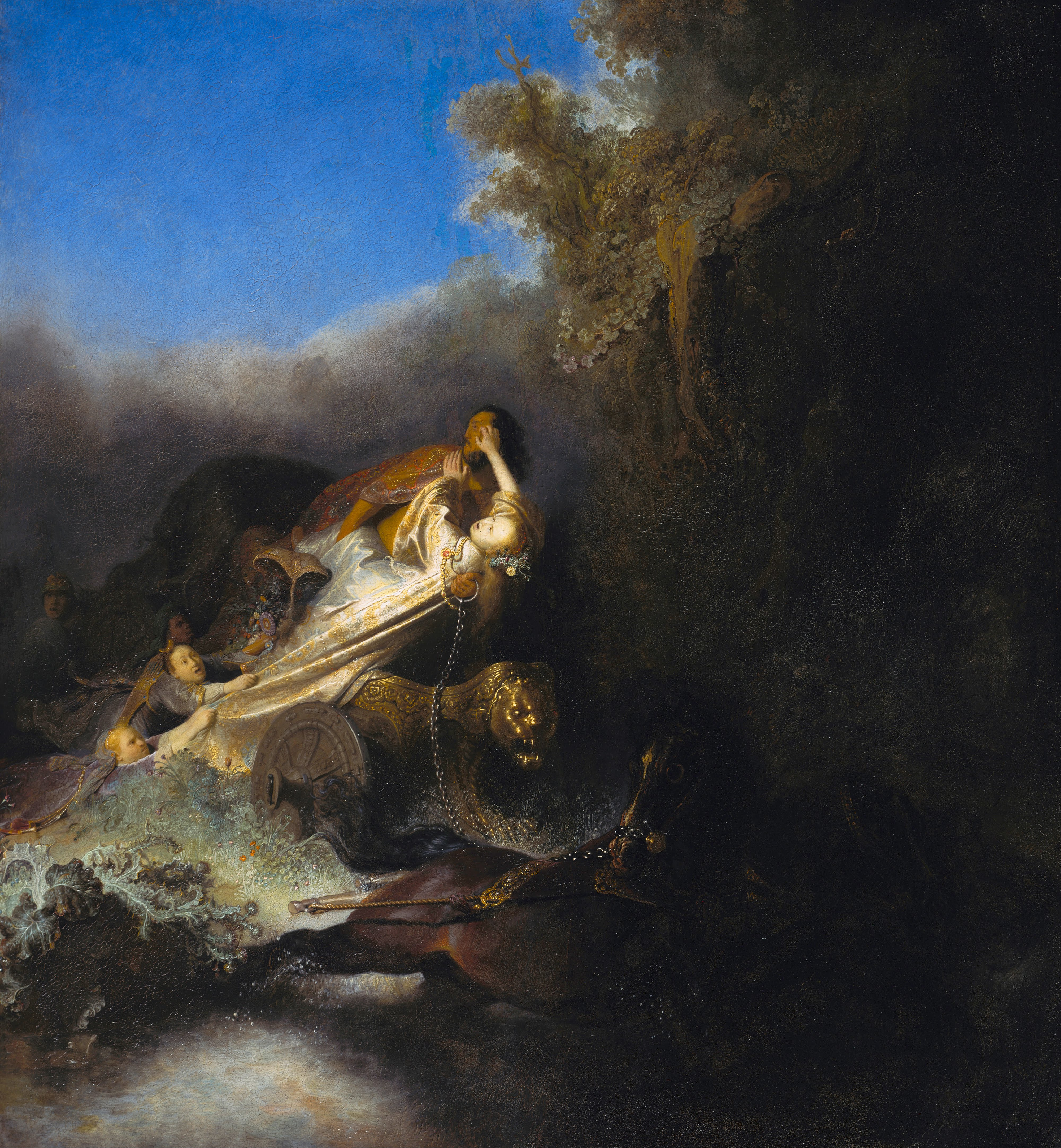
Rembrandt, El rapto de Proserpina, ca. 1631, Gemäldegalerie, Berlín.

La composición y el paisaje expresivo con árboles serpentinos están influenciados por los primeros trabajos del maestro de Fabritius, Rembrandt, en particular las pinturas mitológicas, como El rapto de Proserpina (c. 1631) y Diana bañándose con sus ninfas (1634).
La pincelada suelta y el uso del color con principalmente marrones, ocres, rojos y blancos se corresponden con las otras piezas de historia firmadas por Fabritius. Esta pintura también muestra todo su interés por la profundidad, la luz y los efectos ópticos, y especialmente la cuidada y virtuosa ejecución del reflejo en el agua.

## Origen

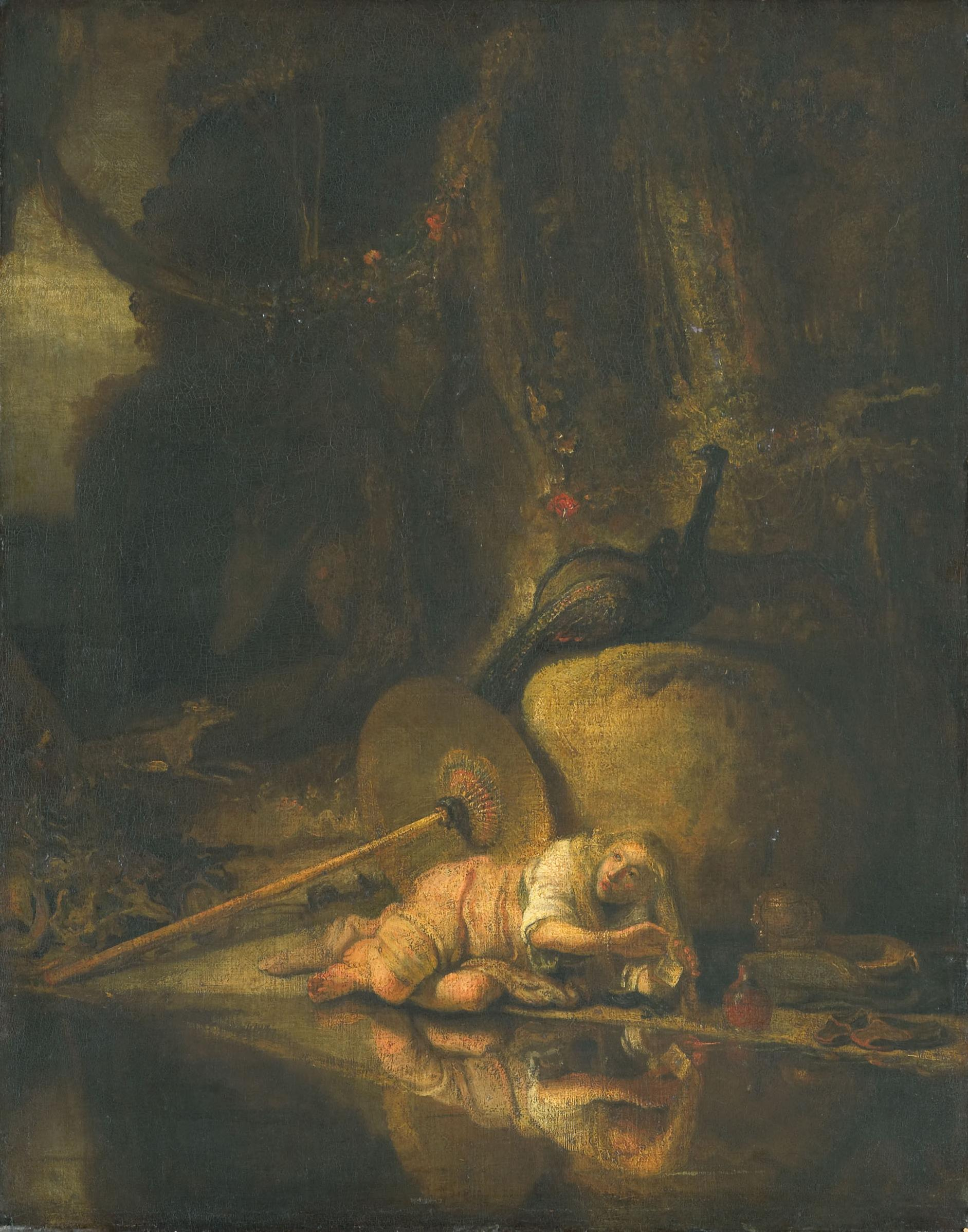
Hera, copia en el Rijksmuseum de Ámsterdam.

La pintura fue una vez (con una firma falsa de Rembrandt) parte de la colección Rumyantsev en San Petersburgo. Desde 1924 forma parte de la colección del Museo Pushkin de Moscú.
Tanto esta pintura como su copia en el Rijksmuseum de Ámsterdam se atribuyeron anteriormente a Govert Flinck. Salomon de Bray también fue nombrado como el supuesto autor. Fue solo después del descubrimiento de la pintura firmada Mercurio y Argos en 1985 que fue reconocida como de Fabritius.